# Blastothrix scenographica
Blastothrix scenographica är en stekelart som beskrevs av Sugonjaev 1964. Blastothrix scenographica ingår i släktet Blastothrix och familjen sköldlussteklar.
Artens utbredningsområde är:
- Kazakstan.
- Armenien.

Inga underarter finns listade.